# Natalia Duco
Natalia Duco (ur. 31 stycznia 1989 w San Felipe) – chilijska lekkoatletka specjalizująca się w pchnięciu kulą.
Wielokrotna mistrzyni i rekordzistka kraju. Trzykrotnie zdobywała złoty medal młodzieżowych mistrzostw Ameryki Południowej (2006, 2008 i 2010). W 2005 zajęła 4. miejsce w mistrzostwach świata kadetów w Marrakeszu. Rok później, w 2006, uplasowała się na 12. miejscu mistrzostw świata juniorów. Podczas zawodów tej samej rangi, w roku 2008, zdobyła złoty medal i tytuł mistrzyni świata juniorów. Uczestniczka olimpijskiego konkursu podczas igrzysk w Pekinie (2008) – z wynikiem 17,40 nie udało się jej zakwalifikować do finału. Dwukrotna mistrzyni Ameryki Południowej (Lima 2009 i Buenos Aires 2011). W 2012 zajęła 9. lokatę w finałowym konkursie igrzysk olimpijskich w Londynie, uzyskując wynik 18,80. Odległość ta jest nowym rekordem Chile. W 2013 sięgnęła po brąz uniwersjady w Kazaniu oraz zajęła 11. miejsce podczas mistrzostw świata. W 2015 zdobyła brązowy medal igrzysk panamerykańskich w Toronto.
Rekordy życiowe: stadion – 18,80 (6 sierpnia 2012, Londyn); hala – 17,24 (8 marca 2014, Sopot), oba rezultaty są rekordami Chile.